# Championnats d'Europe de badminton des moins de 17 ans
Le Championnat d'Europe de badminton des moins de 17 ans est un tournoi organisé par Badminton Europe (BE) depuis 2001 et qui se déroule tous les deux ans pour couronner les meilleurs jeunes joueurs de badminton en Europe. Créée à l'origine sous le nom de Polonia Cup en 1990 sous la forme d'un tournoi par équipes, la compétition change de nom en 2005 et devient individuelle à partir de 2009.

## Championnats
Il y a eu deux tournois expérimentaux (Coupe de Pologne) à Strasbourg (1987) et Cadix (1989) qui sont considérés comme des éditions non officielles.
| Année                                                  | Édition | Ville hôte       | Pays hôte      | Dates              | Catégories |
| ------------------------------------------------------ | ------- | ---------------- | -------------- | ------------------ | ---------- |
| Coupe de Pologne (1990–2003)                           |         |                  |                |                    |            |
| 1990                                                   | 1re     | Władysławowo     | Pologne        |                    | 1          |
| 1991                                                   | 2de     | Kristiansand     | Norvège        | 1                  |            |
| 1992                                                   | 3e      | Barcelone        | Espagne        | 1                  |            |
| 1993                                                   | 4e      | Neerpelt         | Belgique       | 1                  |            |
| 1995                                                   | 5e      | Cardiff          | Pays de Galles | 1                  |            |
| 1997                                                   | 6e      | Istanbul         | Turquie        | 1                  |            |
| 1999                                                   | 7e      | Spała            | Pologne        | 1                  |            |
| 2001                                                   | 8e      | Neerpelt         | Belgique       | 1                  |            |
| 2003                                                   | 9e      | Dublin           | Irlande        | 1                  |            |
| Championnat d'Europe des moins de 17 ans (depuis 2005) |         |                  |                |                    |            |
| 2005                                                   | 10e     | Brno             | Tchéquie       | 21 au 25 septembre | 1          |
| 2007                                                   | 11e     | Istanbul         | Turquie        | 24 au 28 octobre   | 1          |
| 2009                                                   | 12e     | Medvode          | Slovénie       | 7 au 15 novembre   | 6          |
| 2011                                                   | 13e     | Caldas da Rainha | Portugal       | 19 au 27 novembre  | 6          |
| 2014                                                   | 14e     | Ankara           | Turquie        | 15 au 23 mars      | 6          |
| 2016                                                   | 15e     | Lubin            | Pologne        | 17 au 25 mars      | 6          |
| 2017                                                   | 16e     | Prague           | Tchéquie       | 21 au 29 novembre  | 6          |
| 2019                                                   | 17e     | Gniezno          | Pologne        | 15 au 23 septembre | 6          |
| 2021                                                   | 18e     | Podčetrtek       | Slovénie       | 7 au 12 septembre  | 6          |

## Tableau des médailles (1990 - 2019)
| Rang | Nation         | Or | Argent | Bronze | Total |
| ---- | -------------- | -- | ------ | ------ | ----- |
| 1    | Danemark       | 22 | 8      | 13     | 43    |
| 2    | Russie         | 11 | 10     | 6      | 27    |
| 3    | Angleterre     | 4  | 9      | 7      | 20    |
| 4    | Espagne        | 2  | 1      | 3      | 6     |
| 5    | Pologne        | 1  | 6      | 1      | 8     |
| 6    | Turquie        | 1  | 4      | 12     | 17    |
| 7    | France         | 1  | 4      | 9      | 14    |
| 8    | Allemagne      | 1  | 0      | 8      | 9     |
| 9    | Bulgarie       | 1  | 0      | 1      | 2     |
| -    | Irlande        | 1  | 0      | 1      | 2     |
| 11   | Croatie        | 1  | 0      | 0      | 1     |
| -    | Finlande       | 1  | 0      | 0      | 1     |
| 13   | Ukraine        | 0  | 1      | 3      | 4     |
| 14   | Belgique       | 0  | 1      | 2      | 3     |
| -    | Suisse         | 0  | 1      | 2      | 3     |
| 16   | Tchéquie       | 0  | 1      | 0      | 1     |
| -    | Serbie         | 0  | 1      | 0      | 1     |
| 18   | Écosse         | 0  | 0      | 4      | 4     |
| 19   | Suède          | 0  | 0      | 3      | 3     |
| 20   | Hongrie        | 0  | 0      | 2      | 2     |
| -    | Norvège        | 0  | 0      | 2      | 2     |
| -    | Pays de Galles | 0  | 0      | 2      | 2     |
| 23   | Autriche       | 0  | 0      | 1      | 1     |
| -    | Estonie        | 0  | 0      | 1      | 1     |

* Les médailles russes comprenaient les médailles remportées par l'URSS
* Les médailles allemandes comprenaient les médailles remportées par Allemagne de l'Ouest

## Liste des médaillés

### Coupe de Pologne/ Tournoi par équipe
| Année | Or               | Argent     | Bronze               |
| 1990  | Union soviétique | Pologne    | Allemagne de l'Ouest |
| 1991  | Union soviétique | Pologne    | Norvège              |
| 1992  | Espagne          | Belgique   | Suisse               |
| 1993  | Pologne          | Suisse     | Norvège              |
| 1995  | Russie           | Pologne    | Pays de Galles       |
| 1997  | Russie           | Tchéquie   | Angleterre           |
| 1999  | Russie           | Pologne    | Estonie              |
| 2001  | Russie           | Pologne    | Suisse               |
| 2003  | Russie           | Pologne    | Belgique             |
| 2005  | Danemark         | Russie     | Espagne              |
| 2007  | Danemark         | Ukraine    | France               |
| 2009  | Danemark         | Russie     | Turquie              |
| 2009  | Danemark         | Russie     | Ukraine              |
| 2011  | Danemark         | Angleterre | Turquie              |
| 2011  | Danemark         | Angleterre | Russie               |
| 2014  | Danemark         | Angleterre | Turquie              |
| 2014  | Danemark         | Angleterre | France               |
| 2016  | Danemark         | Angleterre | Turquie              |
| 2016  | Danemark         | Angleterre | France               |
| 2017  | Danemark         | Turquie    | Angleterre           |
| 2017  | Danemark         | Turquie    | Écosse               |
| 2019  | Danemark         | Serbie     | Russie               |
| 2019  | Danemark         | Serbie     | Ukraine              |

### Tournoi individuel
| Année | Tableau       | Or                                       | Argent                                  | Bronze                                                                                |  |
| 2016  | Simple dames  | Line Christophersen                      | Sara Peñalver Pereira (zh)              | Réka Madarász (en) Büşra Ünlü                                                         |  |
| 2016  | Simple hommes | Nhat Nguyen (en)                         | Johnnie Torjussen                       | Léo Rossi Christopher Grimley (en)                                                    |  |
| 2016  | Double dames  | Alexandra Bøje (en) Amalie Magelund (en) | Bengisu Erçetin (en) Nazlıcan İnci (en) | Sofie Nielsen (zh) Freja Ravn (en) Vimala Hériau Margot Lambert                       |  |
| 2016  | Double hommes | Paw Eriksen Mads Thøgersen (zh)          | Thom Gicquel Léo Rossi                  | Daniel Lundgaard (zh) Mads Muurholm Petersen (zh) Nhat Nguyen (en) Paul Reynolds (zh) |  |
| 2016  | Double mixte  | Alexandra Bøje (en) Paw Eriksen          | Anastasia Medvedeva Mikhail Lavrikov    | Maryna Ilyinskaya (en) Danylo Bosniuk (uk) Fee Teng Liew (en) Steven Stallwood (zh)   |  |
|       |               |                                          |                                         |                                                                                       |  |
| 2017  | Simple dames  | Sophia Grundtvig                         | Anastasia Poustinskaïa (zh)             | Zehra Erdem Vivien Sándorházi (en)                                                    |  |
| 2017  | Simple hommes | Gueorgui Karpov (zh)                     | Magnus Johannesen                       | Gueorgui Lebedev Tomás Toledano                                                       |  |
| 2017  | Double dames  | Bengisu Erçetin (en) Zehra Erdem         | Christine Busch (zh) Amalie Schulz (zh) | Emma Moszczyński (zh) Jule Petrikowski Edith Urell Cecilia Wang                       |  |
| 2017  | Double hommes | Kenji Lovang Christo Popov               | David Hong Ethan van Leeuwen (zh)       | Jacob Ekman Joel Hansson Rory Easton Harry Huang                                      |  |
| 2017  | Double mixte  | Hope Warner (zh) Rory Easton             | Clara Graversen Sebastian Grønbjerg     | Emma Moszczyński (zh) Matthias Kicklitz Rachel Andrew Adam Pringle                    |  |
|       |               |                                          |                                         |                                                                                       |  |
| 2019  | Simple dames  | Mariia Golubeva                          | Aleksandra Chushkina                    | Simona Pilgaard Joanna Podedworny                                                     |  |
| 2019  | Simple hommes | Mads Møller (en)                         | Sacha Lévêque                           | Alex Lanier Ethan Rose                                                                |  |
| 2019  | Double dames  | Anastasiia Boiarun Alena Iakovleva       | Estelle van Leeuwen Holly Williams      | Yasemen Bektaş Cansu Erçetin Simona Pilgaard Anna Ryberg                              |  |
| 2019  | Double hommes | Christian Kjær Mads Møller (en)          | Lev Barinov Egor Borisov                | Daniil Dubovenko Maksim Ogloblin Hasan Günbaz Nurullah Saraç                          |  |
| 2019  | Double mixte  | Christopher Vittoriani Mette Werge       | Lev Barinov Anastasiia Boiarun          | William Kryger Boe Emilia Nesic Cholan Kayan Holly Williams                           |  |